# Wager Swayne
Wager Swayne, född 10 november 1834 i Columbus, Ohio, död 18 december 1902 i New York, var en amerikansk general. Han tjänstgjorde i nordstaternas armé i amerikanska inbördeskriget och var militärguvernör i Alabama under rekonstruktionstiden 1867–1868. Han tilldelades Medal of Honor för sina insatser vid belägringen av Corinth.
Fadern Noah Haynes Swayne var aktiv medlem av Republikanska partiet i Ohio och blev senare utnämnd av Abraham Lincoln till USA:s högsta domstol. Wager Swayne utexaminerades 1856 från Yale och 1859 från Cincinnati Law School. Efter att ha inlett sin karriär som jurist vid faderns advokatpraktik tog Swayne den 31 augusti 1861 värvning som major i infanteriet. Senare samma år befordrades han till överstelöjtnant i vilken egenskap utmärkte han sig 1862 vid belägringen av Corinth. Efter det slaget befordrades han till överste. Swayne sårades den 22 januari 1865 i South Carolina två veckor efter att ha blivit befordrad till brigadgeneral.
Swayne styrde Alabama som tillförordnad militärguvernör. Han blev utnämnd till ämbetet i juli 1867 och efterträddes av en ordinarie guvernör, William Smith, som vann guvernörsvalet 1868.